# Justin Scott
Pour les articles homonymes, voir Scott.
Justin Scott, né le 20 juillet 1944 à New York dans l’État de New York, est un écrivain américain. Il publie sous son nom propre des thrillers et des romans policiers et sous le pseudonyme de Paul Garrison des romans d’aventures et des romans d'espionnage. Il a utilisé à ses débuts les pseudonymes de J. S. Blazer et Alexander Cole pour publier des romans policiers.

## Biographie
Fils de l’écrivain Alexander Leslie Scott et de la romancière et nouvelliste Lily K. Scott, il exerce de nombreux métiers, étant tour à tour camionneur, pilote de bateaux, ouvrier du bâtiment, employé dans le commerce et rédacteur de magazines, avant de devenir écrivain.
Il débute en 1973 avec la publication de deux romans policiers. Many Happy Returns, écrit sous son nom, est traduit en France à la Série noire la même année sous le titre T’as le bonjour. Dead Me Out, publié sous le pseudonyme de J. S. Blazer, est traduit au sein de la collection Super noire en 1975 sous le titre J’suis pas dans le coup. Ces deux romans s’inscrivent dans la lignée des bons romans policiers humoristiques de l’époque.
Scott utilise une seconde fois le pseudonyme de J. S. Blazer en 1975, puis signe plusieurs romans policiers de son nom, dont Treasure for Treasure, publié à nouveau à la Super noire en 1975 sous le titre L’Or à la pelle. À la fin des années 1970, il s’oriente vers le roman d’aventures et publie de manière égale dans les deux genres. Au fil des ans, son œuvre évolue et s’oriente, passant du roman policier simple au thriller.
En 1983, il utilise le pseudonyme d’Alexander Cole le temps d’un roman, œuvre qu’il enrichit et publie une seconde fois sous son nom en 1985. En 1998, il utilise pour la première fois le pseudonyme de Paul Garrison. Il garde alors ce nom pour signer ses romans d’aventures et conserve Justin Scott pour ses thrillers. À partir de 2009, il co-écrit avec Clive Cussler la série consacrée à Isaac Bell, un détective privé multi-tâches, héros de plusieurs romans. En 2012, il reprend la série consacrée à Paul Janson, commencée par Robert Ludlum et resté inachevée après son décès en 2001.

## Œuvre

### Romans

#### Sous le nom de Justin Scott

##### SérieBen Abbott
- Hardscape (1994)
- Stonedust (1995)
- Frostline (1997)
- McMansion (2006)
- Mausoleum (2007)

##### SérieIsaac Bell(avecClive Cussler)
- The Wrecker (2009) Publié en français sous le titre Le Saboteur, traduction de Jean Rosenthal, Paris, Grasset, 2012.
- The Spy (2010) Publié en français sous le titre L’Espion, traduction de François Vidonne, Paris, Grasset, 2013.
- The Race (2011) Publié en français sous le titre La Course, traduction de Bernard Gilles, Paris, Grasset, 2014.
- The Thief (2012)
- The Striker (2013)
- The Bootlegger (2014)
- The Assassin (2015)
- The Gangster (2016)
- The Cutthroat (2017)

##### Autres romans
- Many Happy Returns (1973) Publié en français sous le titre T’as le bonjour, traduction de France-Marie Watkins, Paris, Gallimard, Série noire no 1636, 1973.
- Treasure for Treasure (1974) Publié en français sous le titre L’Or à la pelle, traduction d’Alain Chataignier, Paris, Gallimard, Super noire no 27, 1975.
- The Shipkiller (1978) Publié en français sous le titre Le Tueur des mers, traduction de Jacqueline Dunster, Paris, Grasset, 1979 ; réédition Paris, Hachette, coll. Club pour vous, 1979 ; réédition Paris, Le Livre de poche no 5399, 1980.
- The Turning (1978)
- Normandie Triangle ou The Man Who Loved the Normandie (1981)
- A Pride of Royals (1983)
- Spy - Scott (1984)
- The Auction (1985)
- Rampage (1986)
- The Cossack's Bride ou The Widow of Desire (1988)
- The Hong Kong Edge ou The Nine Dragons (1990)
- Treasure Island (1994)

#### Sous le pseudonyme de Paul Garrison

##### SériePaul Janson(d’aprèsRobert Ludlum)
- The Janson Command (2012) Publié en français sous le titre La Mission Janson, traduction de Florianne Vidal, Paris, Grasset, 2013.
- The Janson Option (2014) Publié en français sous le titre Le Choix Janson, traduction de Henri Froment, Paris, Grasset, 2015.

##### Autres romans
- Fire and Ice (1998)
- Red Sky at Morning (2000)
- Buried at Sea (2002)
- Sea Hunter (2003)
- The Ripple Effect (2004)

#### Sous le pseudonyme de J. S. Blazer
- Deal Me Out (1973) Publié en français sous le titre J’suis pas dans le coup, traduction d’Etienne Bolo, Paris, Gallimard, Super noire no 18, 1975.
- Lend A Hand (1975)

#### Sous le pseudonyme d’Alexander Cole
- The Pendragon Auction (1983)

## Distinction

### Nomination
- Prix Edgar-Allan-Poe 1974 du meilleur premier roman Many Happy Returns [1]

## Sources
1. ↑  Palmarès prix Edgar-Allan-Poe

- Claude Mesplède, Dictionnaire des littératures policières, vol. 2 : J - Z, Nantes, Joseph K, coll. « Temps noir », 2007, 1086 p. (ISBN 978-2-910-68645-1, OCLC 315873361), p. 739.
- Claude Mesplède  et   Jean-Jacques Schleret (Éd. rév. de: SN, voyage au bout de la Noire), Les auteurs de la Série noire, 1945-1995, Nantes, Joseph K, coll. « Temps noir », 1996, 627 p. (ISBN 978-2-910-68611-6, OCLC 300207570), p. 416.